# St. Petrus (Uthleben)

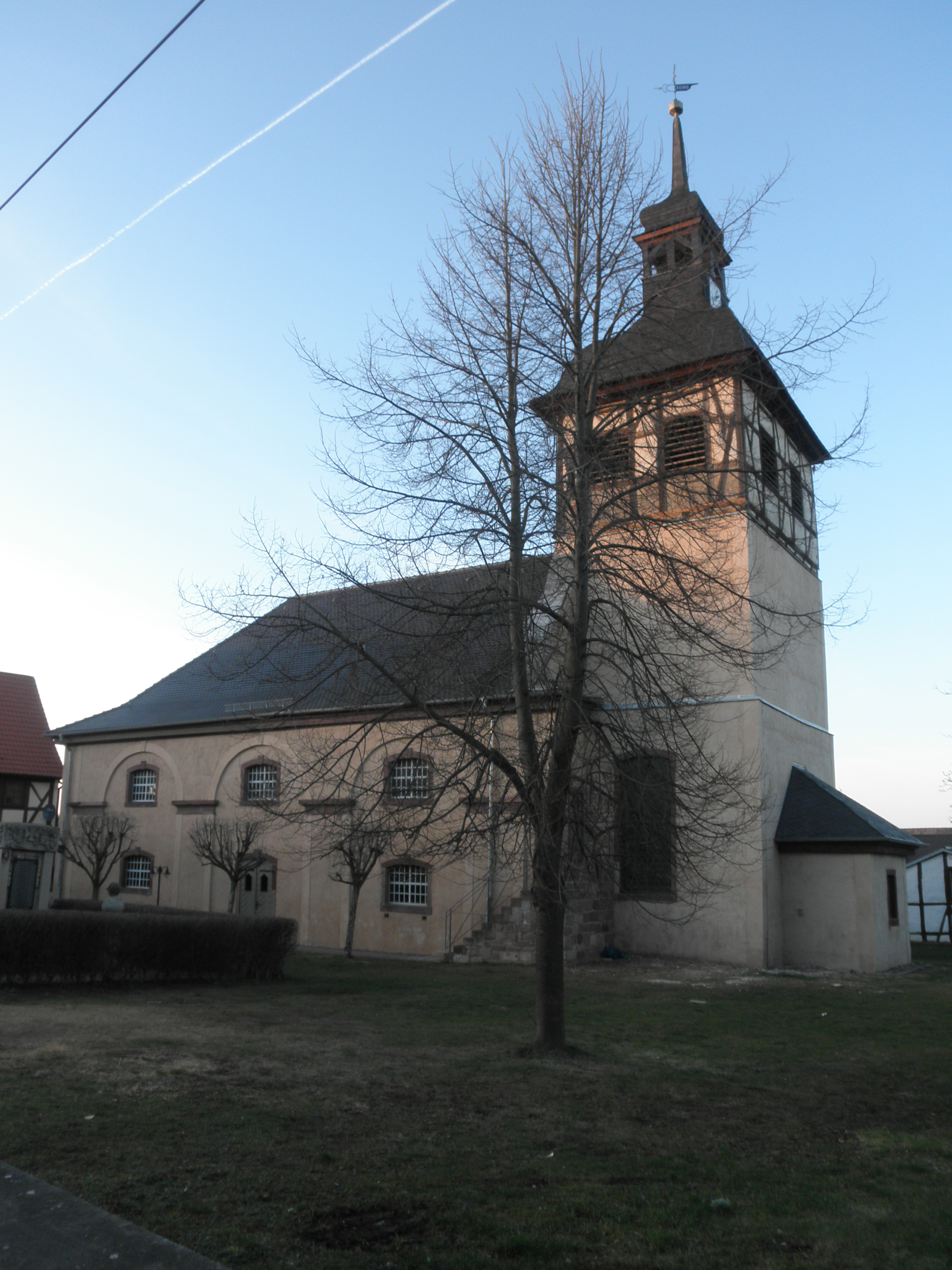
Kirche St. Petrus von Südsüdosten

Die evangelische Dorfkirche St. Petrus steht im Ortsteil Uthleben der Landgemeinde Heringen/Helme im Landkreis Nordhausen in Thüringen.
Im Jahre 1697 wurde das Gotteshaus neu auf dem Grund und Boden einer Vorgängerkirche errichtet. Ältere gut erhaltenen Bauteile wie der Turmschaft wurden sinnvoll in den Neubau eingefügt.

## Architektur

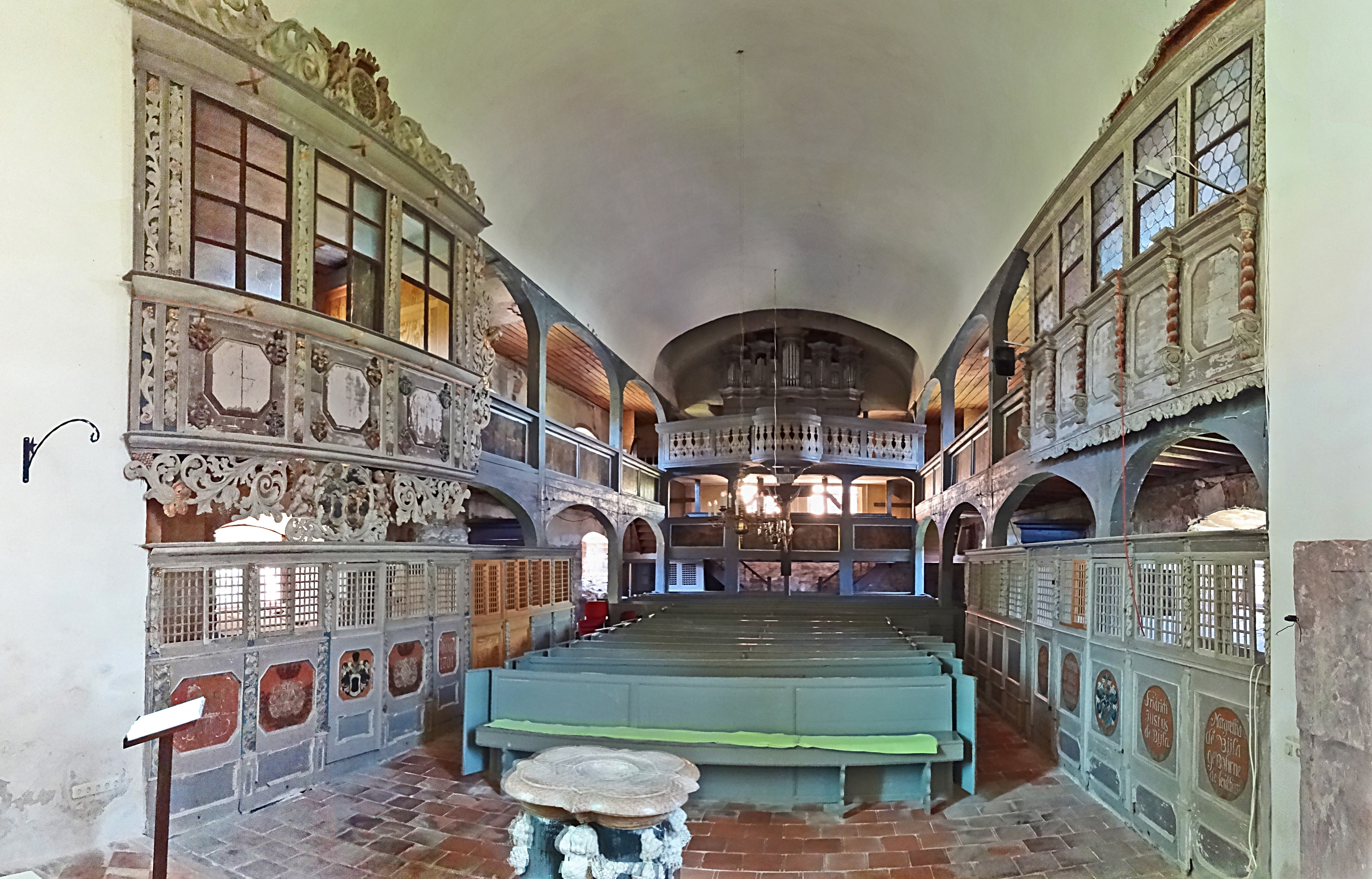
Mittelschiff vom Chor zur Orgel

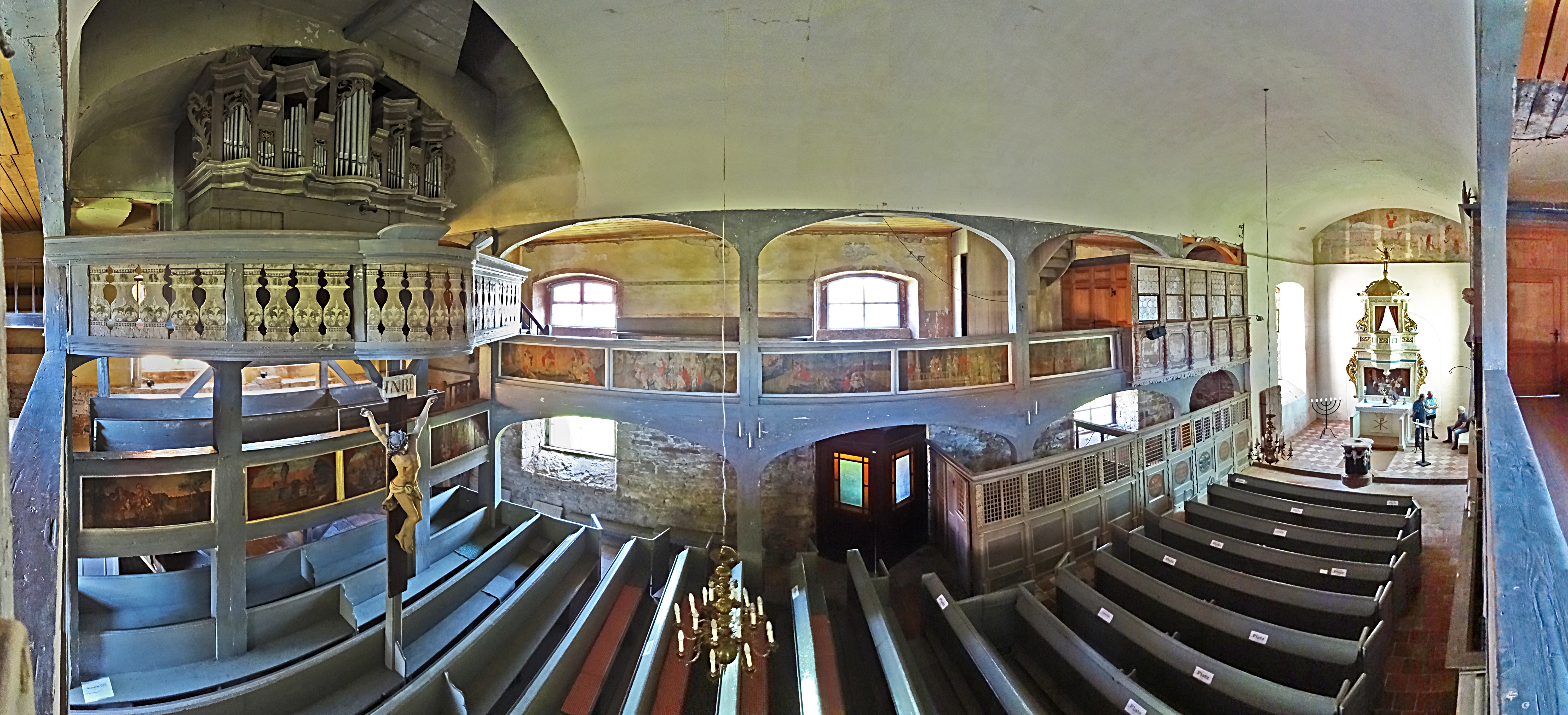
Innenpanorama aus Südwesten

St. Petrus ist eine geostete Chorturmkirche mit eingezogenem Ostturm. Dessen Glockengeschoss ist in Fachwerk ausgeführt. Die übrige Kirche besteht aus verputztem Massivmauerwerk.
Das Kirchenschiff ist eine Emporenhalle mit eingeschossigen Emporen in den beiden flachgedeckten Seitenschiffen und
einer korbbogigen verputzten HolzHolztonne über dem Mittelschiff. Durch diesen Höhenunterschied ist sie auch eine Staffelhalle. Die Decken über den Emporen bestehen aus naturfarbenen Holzbrettern. Die Begrenzung der Schiffe bilden vierjochige korbbogige Arkaden auf schlanken Holrpfeilern sowohl unter als auch über den seitlichen Emporen.
Im Westen gibt es eine untere Empore und darüber die konvex in das Mittelschiff vorragende Orgelempore. Deren drei Stützen reichen nicht bis zur Decke. An der vorgezogenen mittleren Stütze ist, gleichsam dem Altar gegenüber, ein Triumphkreuz befestigt. In die östlichen eineinhalb Joche beider Seitenemporen sind verglaste Patronatslogen eingebaut.
Die Brüstungen beider Seitenemporen und der unteren Westempore sind mit Gemälden biblischer Szenen geschmückt. Auch das an der östlichen Chorwand angebrachte Fresko aus dem 16. Jahrhundert über die Entstehung des Weltgerichts ist glaubensbildend.

## Die Förderjahre
Für den ländlichen Raum ist die Förderung durch die Stiftung KiBa in den Jahren 2005, 2007, 2009 und 2013 nicht nur eine finanzielle Hilfe, sondern trägt zur Festigung des Glaubens in der Bevölkerung bei. So konnte das Mauerwerk des Langhauses saniert werden. Die Fassade des Kirchturms wurden instand gesetzt. Die Fundamente wurden erneut abgedichtet und das Traufpflaster wieder hergestellt. Mit dem Außenputz und der Sanierung des Fachwerkaufsatzes ist die Dorfkirche ein weiteres sakrales Beispiel für den ländlichen Raum.